# メイベル・ベント

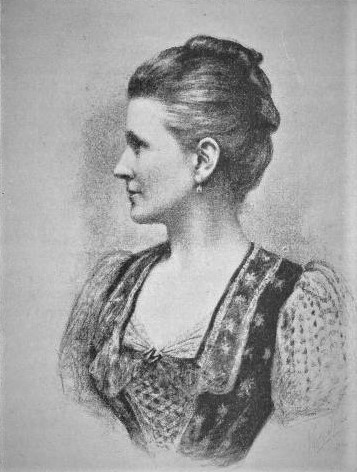
メイベル・ベントの肖像画。J・セオドア・ベントの著作（1892年刊）の挿し絵。撮影：Henry Van der Weyde。

メイベル・ヴァージニア・アナ・ベント（英: Mabel Virginia Anna Bent, Hall-Dare、旧姓ホール＝デア、1847年1月28日 - 1929年7月3日）は、アイルランド生まれのイギリスの探検家で発掘家、作家で写真家。夫のジェームズ・セオドア・ベント（1852年 - 1897年）と共に1877年から1897年の20年間を旅に費やし、東地中海から小アジア、アフリカ、アラビアなどの奥地を目指し、歴史資料の収集と研究に取り組んだ。

## 幼少期
アンナ・ホール＝デアは、1847年1月28日、父ロバート・ウェスレー・ホール＝デア（Robert Westley Hall-Dare, 1817年–1866年）とフローレンス・アンナ・キャサリン（旧姓ランバート、1819年頃 - 1862年）の次女として、アイルランドのミース県リバー・ボインの祖父の邸宅、通称「ビューパーク」で生まれた。家族は下の娘の誕生後まもなく、スライゴ県の居館テンプルハウス (Temple House Manor and Castle) に移っており、1860年代初頭にウェックスフォード県に引っ越し、さらに当時はニュータウンバリーと呼ばれた地域（現バンクロディ村）のニュータウンバリー館という不動産を取得した。10代のホール＝デアは両親と2人の兄弟の両方を失い、何度も離別に苦しんでいる。
姉も妹も、ホール＝デア家の娘は学校に通わず、女性家庭教師や家庭教師から教育を受けた。

## 結婚生活
夫となるJ・セオドア・ベントとは父方の再従兄妹（はとこ）に当たり、ノルウェーで会うと、1877年8月2日にアイルランドの家から遠くないカーローのステープルズタウン教会で結婚した。両家ともに資産家であったことから、ロンドン市内マーブルアーチ（英語）に近いグレート・カンバーランド・プレイス43番（Great Cumberland Place）に居を構え、アーチにさらに近い13番に転居した。メイベル・ベントは1897年に夫セオドアに先立たれると1929年に死去するまでの30年にわたり、同じタウンハウスを借りて暮らした。
1870年代の終わりに出かけた最初の旅では行き先をイタリアにした。セオドアはオックスフォード大学で歴史を学んでおり 、ガリバルディとイタリア統一に興味を抱いていたからである。
1882年から翌年の冬にかけて、ベンツ夫妻はギリシャから東地中海東部をめぐる短い旅を行い、帰りにキクラデス諸島のティノス島とアモルゴス島でイースターの祝典を目にした。同年後半には同じキクラデス諸島に戻っており、旅の紀行はセオドアの作品（1885年）『The Cyclades, or Life Among the Insular Greeks』（仮題：キクラデス諸島、または偏狭なギリシャ人に囲まれた暮らし』）に記された。この旅行中に、メイベル・ベントが「クロニクル」と呼ぶ書付けを始めた。その本質は旅行中の備忘録で自身の日記でもあり、帰国後に夫が取りかかる記事や論文の執筆を助ける目的があった。クロニクルは何冊も遺されており、現在、ロンドン（セネートハウス）のヘレニズム・ローマ図書館の収蔵庫に保管されている。アフリカとアラビアからメイベル・ベントが投函した手紙は、ロンドンの王立地理学会の所蔵である。

### 1880年代から1890年代の夫とのベントの旅
この時期に夫妻が訪問した先は以下のとおり。
- 1883年：トルコとギリシャの各地
- 1884年：キクラデス諸島（ギリシャ）
- 1885年：ドデカニサ（ギリシャ）
- 1886年から1888年：エーゲ海
- 沿岸北部からトルコ沿岸まで足を伸ばす
- 1889年：バーレーン。目的はディルムン埋葬墳丘（Dilmun Burial Mounds）の発掘で、インド経由でイランに入ると、同国を南から北へ、ほぼ全行程を乗馬で縦断する
- 1890年：トルコ沿岸からアルメニアへ
- 1891年：マショナランド（現ジンバブエ）。セシル・ローズに代わってグレートジンバブエの遺跡発掘を指揮
- 1893年：エチオピア（アクスム）
- 1894年：イエメン（ワディハドラマウト）
- 1895年：マスカットとオマーン、ドファールをめぐり、その間にコールロリ（英語）の遺跡を特定
- 1896年：スーダン、紅海西海岸
- 1897年：ソコトラとイエメン

## 夫の没後の人生

### 承認を受ける
王立地理学会の創設以来、初の女性フェローに誰を選ぶかという段階でベントの名前があがった。新聞の『オブザーバー』1893年4月に紙面を賑わせた記事がその発端である。同学会は女性フェローの任命を増やすべきかどうか議論をする予定で、討議の第1回目は新聞記事の翌日に開かれるはずだった。前年、第1陣の女性フェローの任命が済んでいた。新聞記事は次のように結んでいる。「（前略）学会フェローとして果たして女性が適格であるかどうかという当初の問いに関し、候補者を辛うじて2名あげるとするなら、ビショップ夫人イザベラ・バードとミス・ゴードン・カミングはともに女性でありながら、氏名の後に〈F.R.G.S.〉と記す紳士の大多数に負けず劣らず会員になる資格を有する。 セオドア・ベント夫人、セントジョージ＝リトルデール夫人（St._George_Littledale）、アーチボールド・リトル夫人（Alicia_Little）も加えるとなると、さらに他にも多数の人が名前すら公に知られていない土地でご夫君の旅に同行したであろうし、王立地理学会のフェローに認められる特権を公正に主張しないとも限らない。」しかしながら実際には、女性フェローの受け入れを継続する投票の不成立を受け、1893年7月末には当時の同学会会長マウントスチュアート・エルフィンストーン・グラント・ダフ卿が引責辞任し、女性の受け入れは停止した。

## 著作
ベントは著書4冊を出版し、『アラビア南部』（仮題、1900年）は旅行書で、夫と自分の野帳に基づいてアラビア南部をめぐった数次の旅の記録をまとめた。また1903年には旅行者向けにトランプのゲーム集を『辛抱のポケットブック：簡易版』として出した。英国のイスラエル主義に寄せた関心を実らせた書籍は2作あり、『（仮題）パレスチナ出身のアングロサクソン』『（仮題）失われた氏族をめぐる大英帝国の謎』 を1908年に著す。最後の著書（1920年前後）はエルサレムの墳墓庭園のガイドブックで、既刊3作を合本にした改訂版である。

## 死没
メーブル・ベントは1929年7月3日にロンドンの自宅で亡くなる。死亡診断書には死因として「心不全」と「関節リウマチ（慢性）」記された。
ホールデア家はセント・メアリー教会（エセックス州セイドンボア）に墓所を構え、そこに夫と一緒に埋葬された。